# マヌエル・タドロス
マヌエル・タドロス（Manuel Tadros、1956年9月30日 - ）は、カナダの俳優。エジプトのコプト教徒家庭で生まれ、10歳の時に一家でカナダに移住した。

## 出演作品
- トム・アット・ザ・ファーム
- わたしはロランス
- マイ・マザー/青春の傷口
- ヒューマン・トラフィック
- すべては愛のために
- 暴動刑務所
- Bonanno: A Godfather's Story
- ツイスト・オブ・フェイト/全裸屍体